# Arpino (cognome)
Arpino è un cognome di lingua italiana.

## Varianti
Arpina, Arpinate, Arpinati, Arpini.

## Origine e diffusione
Il cognome è tipicamente centro-settentrionale.
Potrebbe derivare dal toponimo Arpino. Ha lo stesso etimo del cognome Arpaia.
La variante Arpinate è emiliano-romagnola.

## Persone
- Giovanni Arpino – scrittore e giornalista italiano
- Marco Arpino – schermidore e dirigente sportivo italiano
- Mario Arpino – generale italiano